# 베라크루스뒤쥐
베라크루스뒤쥐(Sorex veraecrucis)는 땃쥐과에 속하는 포유류의 일종이다. 멕시코에서 발견된다.

## 아종
- Sorex veraecrucis cristobalensis
- Sorex veraecrucis oaxacae
- Sorex veraecrucis veraecrucis